# Rigadin aime la vie de famille
Pour plus de détails, voir Fiche technique et Distribution.
Rigadin aime la vie de famille est un film muet français réalisé par Georges Monca, sorti en 1911.

## Fiche technique
- Titre : Rigadin aime la vie de famille
- Réalisation : Georges Monca
- Scénario :
- Photographie :
- Montage :
- Société de production : Société cinématographique des auteurs et gens de lettres (S.C.A.G.L)
- Société de distribution : Pathé Frères
- Pays d'origine :  France
- Langue : film muet avec les intertitres en français
- Métrage : 225 mètres
- Format : Noir et blanc — 35 mm — 1,33:1 — Muet
- Genre :  Comédie
- Durée : 7 minutes et 30 secondes
- N° catalogue Pathé : 4653
- Dates de sortie : 
  - France : 7 décembre 1911

## Distribution
- Charles Prince : Rigadin